# Лунцюанський селадон
28°04′30″ пн. ш. 119°07′15″ сх. д. / 28.075° пн. ш. 119.12083333333° сх. д.

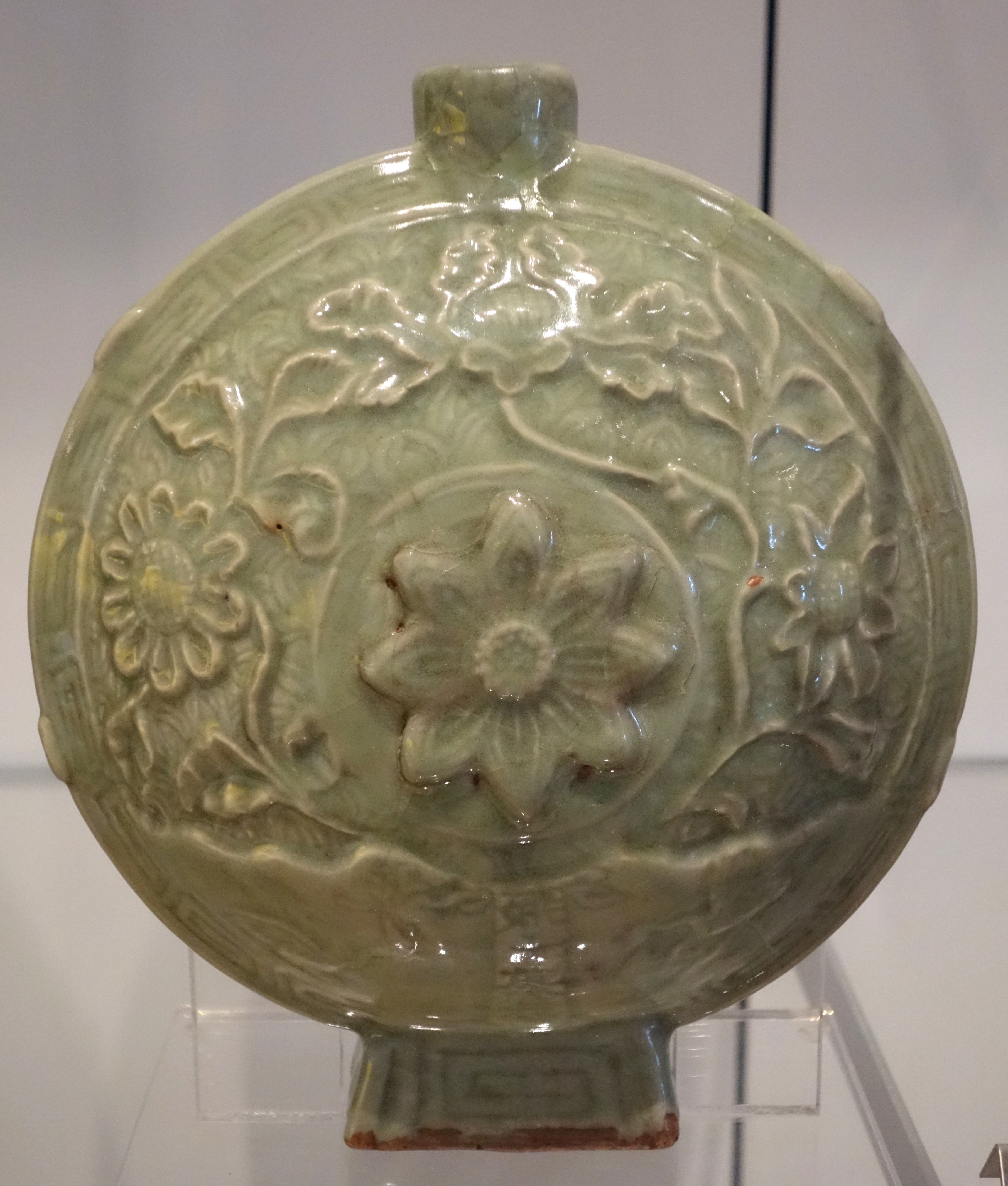
Фляга, династія Юань, 1271—1368

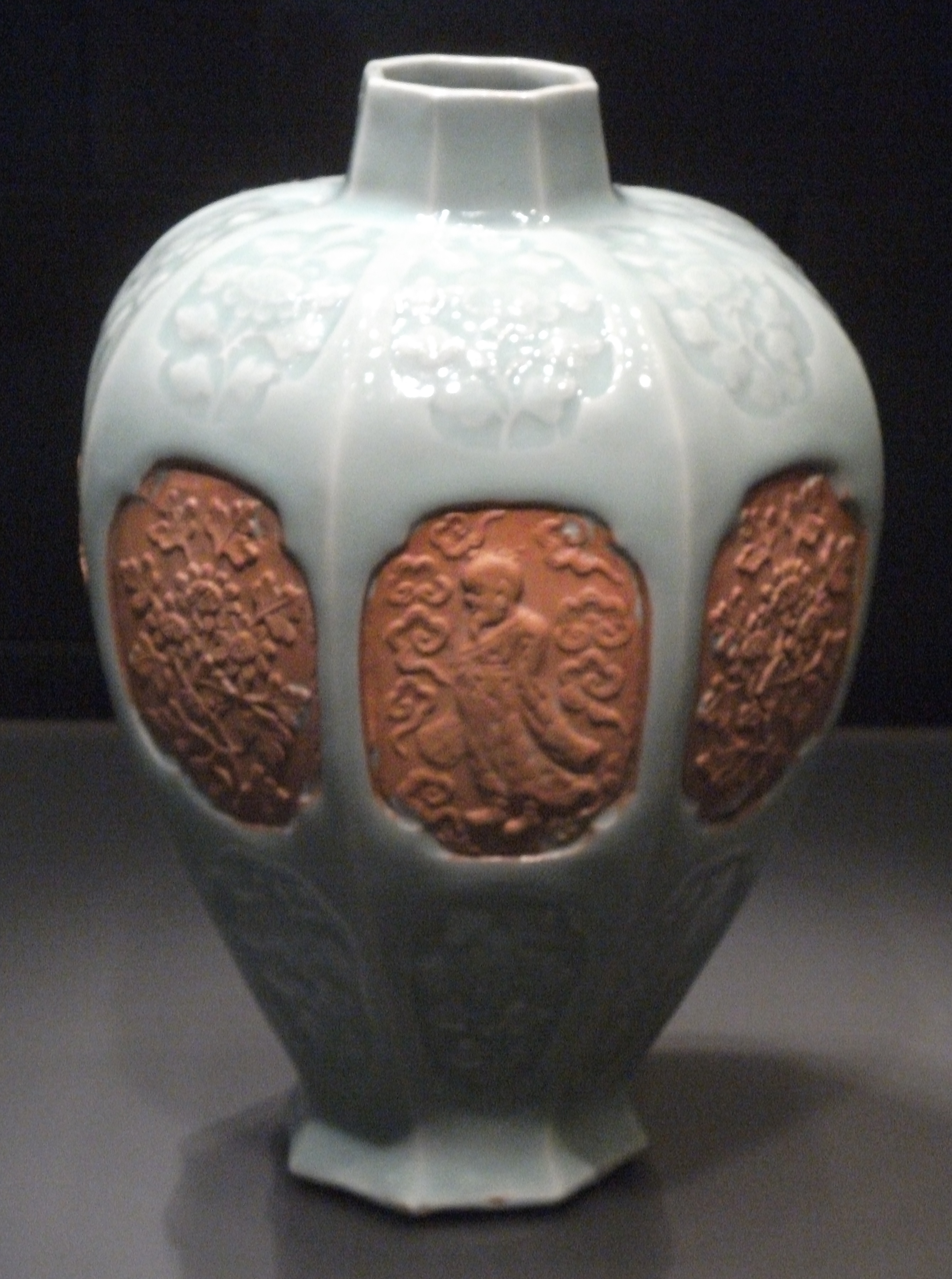
Ваза з неглазурованими медальйонами, тут із використанням форм і техніки захисного покриття, XIV ст.

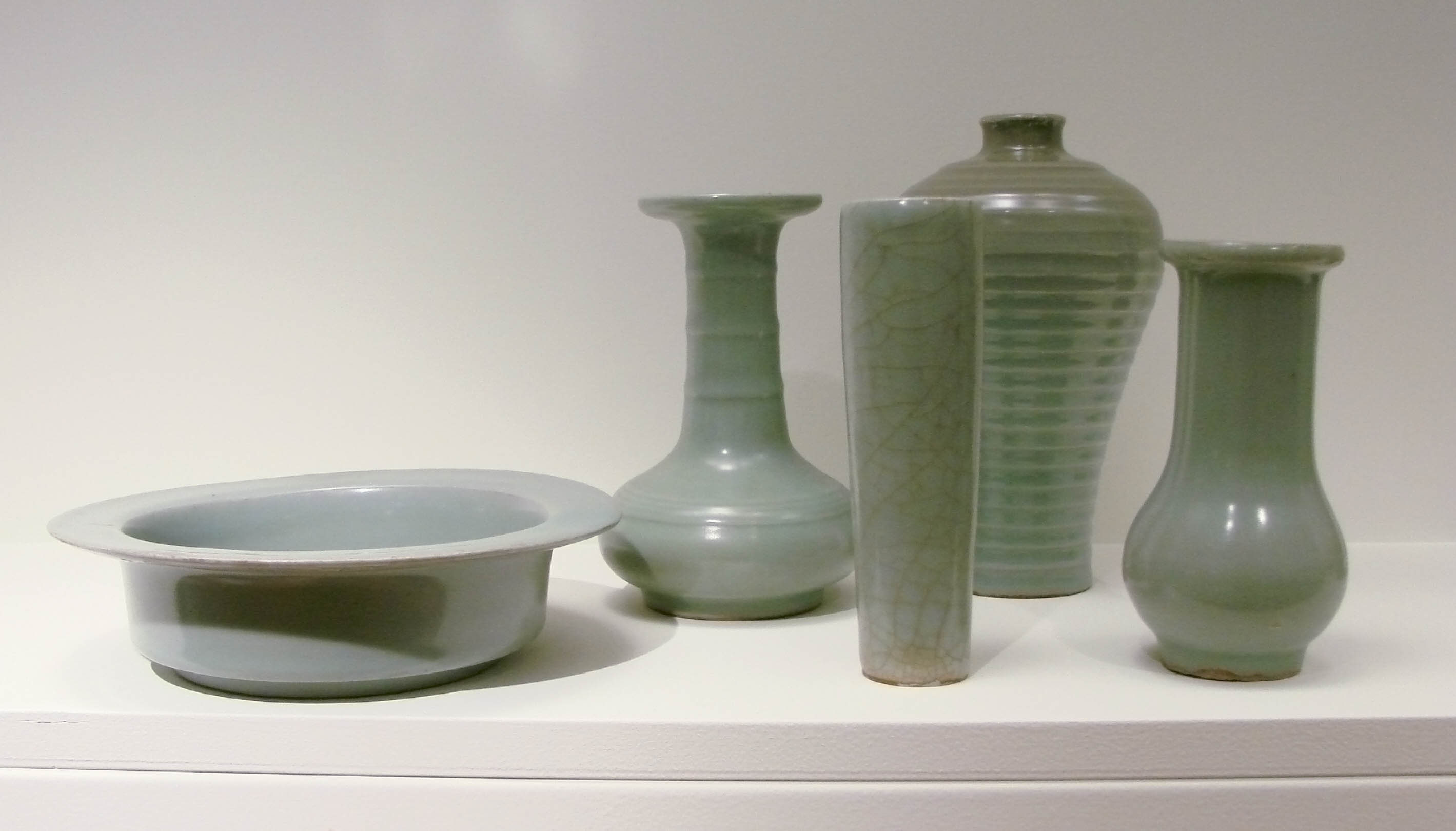
Сервіз XIII ст.

Лунцюанський селадон (龍泉青瓷) — різновид китайської кераміки із зеленою глазур'ю, відомої на Заході як селадон або зелений посуд, який виготовлявся приблизно з 950 по 1550 рік. Печі були здебільшого в префектурі Лішуй на південному заході провінції Чжецзян на півдні Китаю та на півночі провінції Фуцзянь. Загалом було виявлено близько 500 печей, що робить район виробництва селадону Лунцюань одним із найбільших історичних районів виробництва кераміки в Китаї. «Тип Лунцюань» все частіше надають перевагу як терміну, визнаючи цю різноманітність, або просто «південний селадон», оскільки на півночі Китаю також була велика кількість печей, які виробляли посуд Яочжоу або інші вироби з північного селадону. Вони багато в чому схожі на селадон типу Лунцюань, але з істотними відмінностями, і їх виробництво збільшувалося і знижувалося дещо раніше.
Виробництво селадону мало давню історію в Лунцюань та пов'язаних з ним місцях, але лише в період Північної Сун (960—1127) почалося великомасштабне виробництво, а після початку Південної Сун (1127—1279), ймовірно, мала важливе значення для значного розширення як якості, так і виробництва там. Обидва тривали на високому рівні в період Юань (1271—1368) і на початку періоду Мін (1368—1644). Лунцюанський селадон був важливою частиною експортної економіки Китаю упродовж понад п'ятисот років, і його широко наслідували в інших країнах, особливо в Кореї та Японії. Його занепад настав після того, як його витіснив на своїх ринках блакитно-біла порцеляна з Цзіндечжені.
Згідно з традиційними західними термінами, більшість селадону зараховуються до кераміки, а не до порцеляни, оскільки обпалена глиняна маса зазвичай не є ані білою, ані напівпрозорою. Згідно з традиційною китайською класифікацією, яка поділяє кераміку на глиняний посуд із слабким випалом і порцеляну із сильним випалом, вони вважаються порцеляною. Компромісні терміни, такі як «керамограніт», можуть використовуватися для опису виробів, а деякі західні автори вважають, що вироби слід «розглядати як порцеляну».
Лунцюанський селадон був одним із найкращих виробів із селадону, вироблених у Китаї, і очолив стилістичні та технічні розробки. Селадон вироблявся в різних відтінках, зосереджених на оливково-зеленому, але поширюючись на зеленувато-блакитний (вважався бажаним, але менш поширеним) і коричневий. Усі ці кольори походять від глазурі; корпус під ним іноді залишається частково неглазурованим як частина декору, коли він стає теракотово-коричневим. Вироби майже не розписуються; оздоблення походить від форми посудини та різьблених чи врізаних малюнків на корпусі. Спочатку форми були здебільшого простими, дозволяючи кольору глазурі створювати основний ефект виробу, але в пізніші періоди рельєфні прикраси були поширеними. 
Техніка випалу селадону Лунцюань було включено до Репрезентативного списку нематеріальної культурної спадщини людства.

## Технічні аспекти та оздоблення
Тіло Лунцюанського селадону, як видно на фрагментах під глазур'ю, варіюється від «важкої, компактної сірої кераміки до майже білого порцелянового матеріалу», але при обпаленні на поверхні він перетворюється на типовий теракотовий червонувато-коричневий колір, який видно біля неглазурованої основи з багатьох частин, і коли рельєфна прикраса залишається неглазурованою (див. нижче та ілюстрацію). Це вирізняє лунцюань від північних селадонів. Однак це може бути не так у шматках, виготовлених із білуватого порцелянового матеріалу, де обпалене тіло також може «бути напівпрозорим, якщо воно досить тонке». У західних джерелах окремі вироби зазвичай класифікуються як кераміка, але деякі можуть називатися порцеляною; матеріал, перекладений із китайської, швидше за все, описує все як «порцеляна».
Тіло зазвичай кидали на гончарний круг, а великі вази часто кидали на секції та замазували разом. Використовувалися шаблони, а іноді форми, в тому числі двочастинні, і форми з декором. Рельєфні ділянки неглазурованого бісквіта отримували або шляхом нанесення рельєфів на глазуровану ділянку перед випалюванням, де поверхня була рівною в печі, або шляхом додавання резисту з воску чи жиру перед глазуруванням, коли боки вази були прикрашені.
Кольори глазурі варіюються в широкому спектрі від сіруватого до блакитно-зеленого, а також з деякими жовтувато-коричневими. Колір походить від оксиду заліза, обпаленого у відновній атмосфері, і колір змінюється залежно від температури, сили та часу відновлення. Лунцюанський селадон випалювали в довгих печах-драконах, цегляних тунелях, що піднімалися вгору по схилу, з рядом камер, і найкращі результати досягали горщики на верхніх рівнях, які нагрівалися повільніше та рівномірніше. Завжди використовували саггари, а довші печі з дванадцятьма камерами могли випалювати до 25 000 штук за раз. Температура випалу була, ймовірно, між 1180 °C і 1280 °C з діапазоном понад 1250 °C, що дає найкращі зелений або синій кольори. Принаймні в деяких випадках, здається, були шари глазурі, а також багаторазові випалювання для досягнення глибшого ефекту глазурі.
Глазур стає непрозорою завдяки наявності рослинного попелу та дрібних бульбашок газу, які надають блискучого ефекту. При більш білому тілі шматочки глини можуть бути напівпрозорими. Яскраво виражений червонуватий колір неглазурованих ділянок походить від кінця випалу, оскільки розігріта глина вступає в контакт зі свіжим повітрям, що впускається в піч, і наявне залізо перетворюється на оксид заліза. На багатьох виробах є потріскування або кракелюр у глазурі, але набагато менше, ніж у тісно пов'язаному посуді Гуань. Техніка, яку іноді зустрічали приблизно до 1400 р., полягала в додаванні плям або бризок суміші, багатої на оксид заліза, з виглядом випадковості; вони випалювалися темно-коричневим.
І китайська, і японська традиції розробили низку термінів для опису кольорів та якості глазурі; деякі з японських мають перевагу в тому, що вони прив'язані до певних частин Японії. Термін кінута (砧青瓷), що означає «молоток», ймовірно, на честь конкретної вази з молота, являє найбільш шанований синьо-зелений колір періоду Сун і часто використовується в англійській мові, тоді як тенрюдзі має «слабкий жовтувато-зелений відтінок» і походить від юань і мін. Тип шикікан з середньої Мін, після того, як глазур стала більш прозорою. Як і для інших селадонів, для китайців схожість кольору з нефритом, завжди найпрестижнішим матеріалом у китайському мистецтві, була важливим фактором їхньої привабливості, і те, що гончарі намагалися збільшити.
Більшість форм прості, але дуже елегантні. Розмір й оздоблення більших вишуканих предметів зростає, починаючи з Юань і далі, з деякими дуже великими вазами та винними глеками з кришками, виготовленими до XIV століття. Ваза «молоток» була особливо улюбленою в Лунцюань, часто з ручками у вигляді тварин або драконів. На поховальних вазах, зроблених парами, також часто зображені чарівно стилізовані тварини, як правило, тигри та дракони, згорнуті навколо плечей посудини. Вони використовувалися в поховальному звичаї південного Китаю для зберігання продуктів для потойбічного життя. Іншим відмінним стилем Лунцюань була страва з двома або більше рибами в невеликому рельєфі, що плавали в центрі, або в бісквіті, або в глазурі; у них іноді просвердлені отвори для металевих ручок, як згадується в джерелі кінця XIV століття.

Загалом, декорування Лунцюань має тенденцію виступати з тіла, і ефекти, які набуває північний селадон від глазурі, що зливається на неглибоке різьблення на тілі, менш поширені. Більш ранні твори задовольняються тонкими ефектами глазурі, які часто підкреслюються тонкістю глазурі над невеликими виступами або ребрами, тоді як пізніші твори мають більш складні квіткові сувої або рельєф тварин. Релігійні статуетки та святині були рідкістю до Юань, і ніколи не становили великої частини виробництва; як у Цинбай, вони іноді змішують бісквіт, для плоті або фігури, з глазурованим тлом.

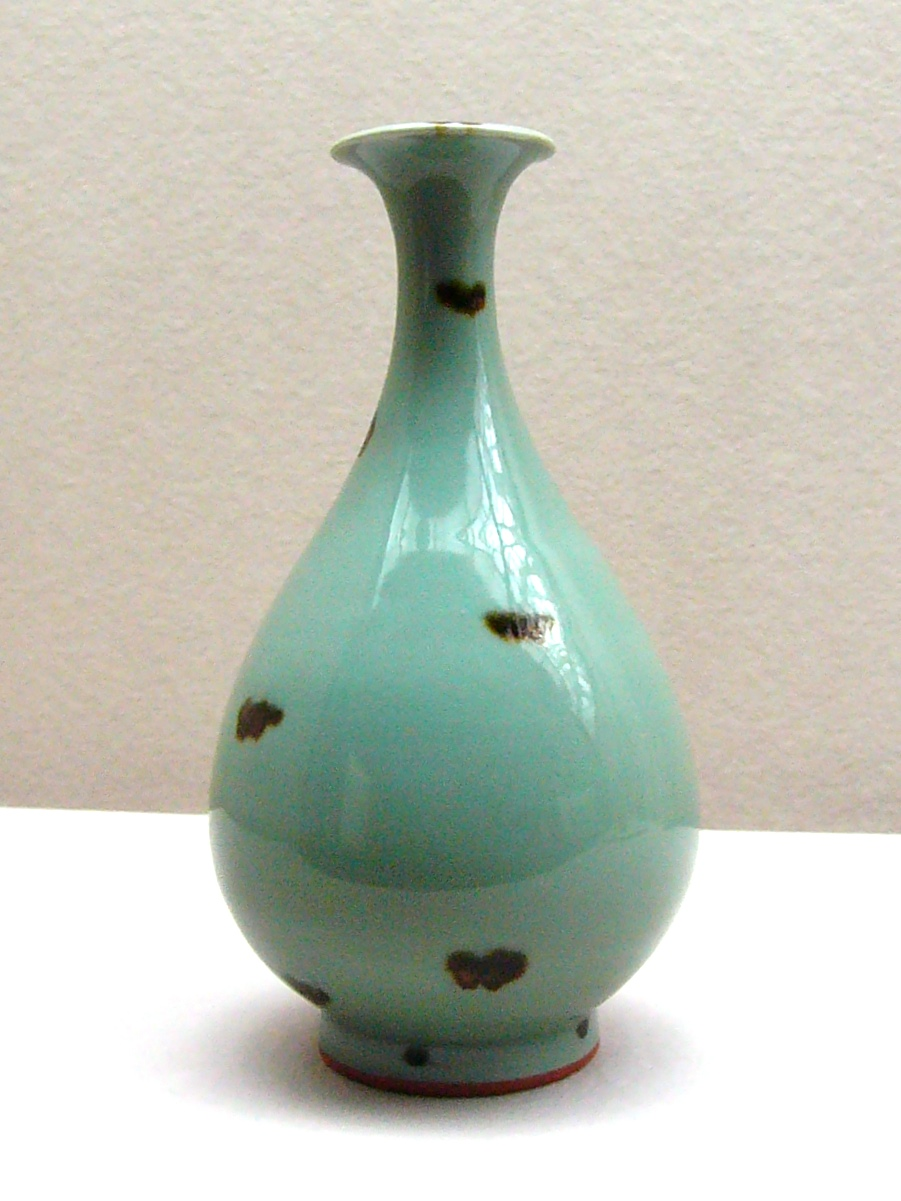
Ваза із залізним крапковим декором, Юань
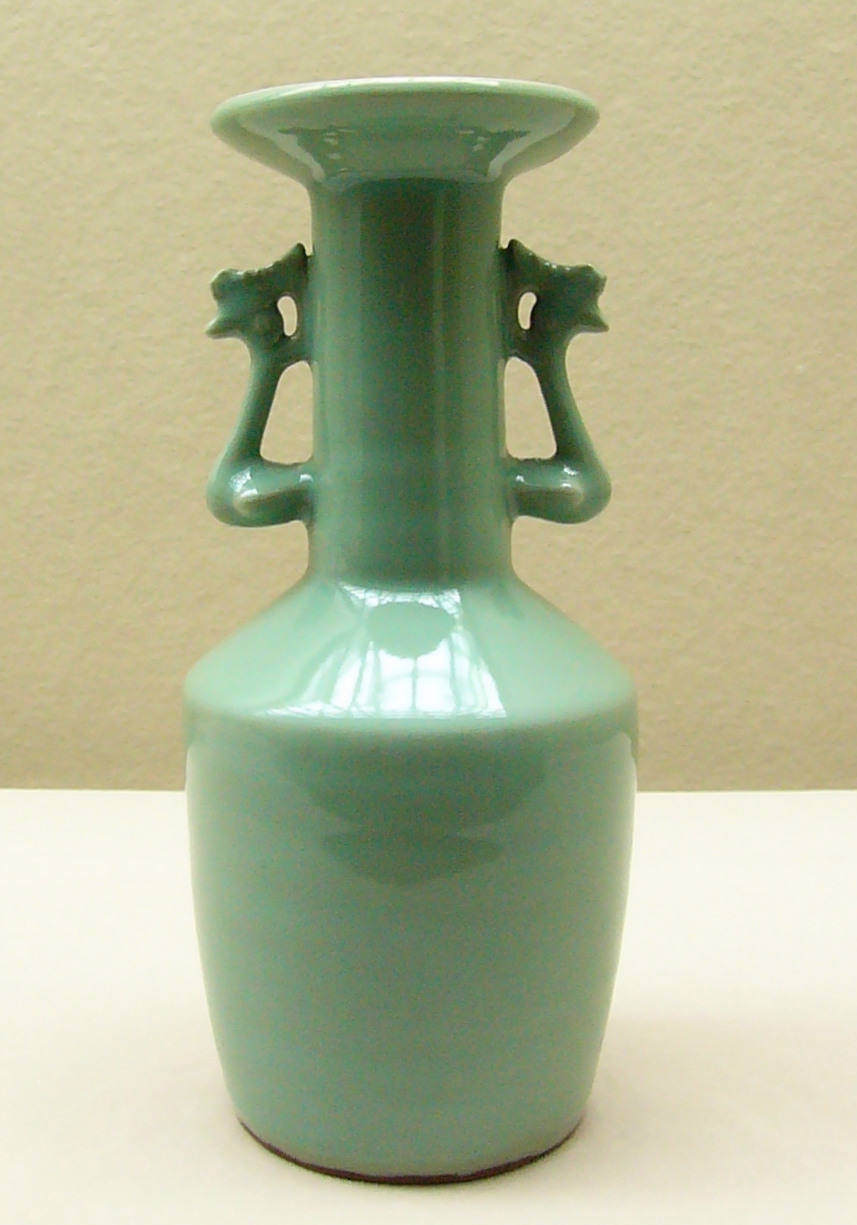
Ваза «Малет» зі стилізованими ручками тварин, Південна Сун, 12 ст.
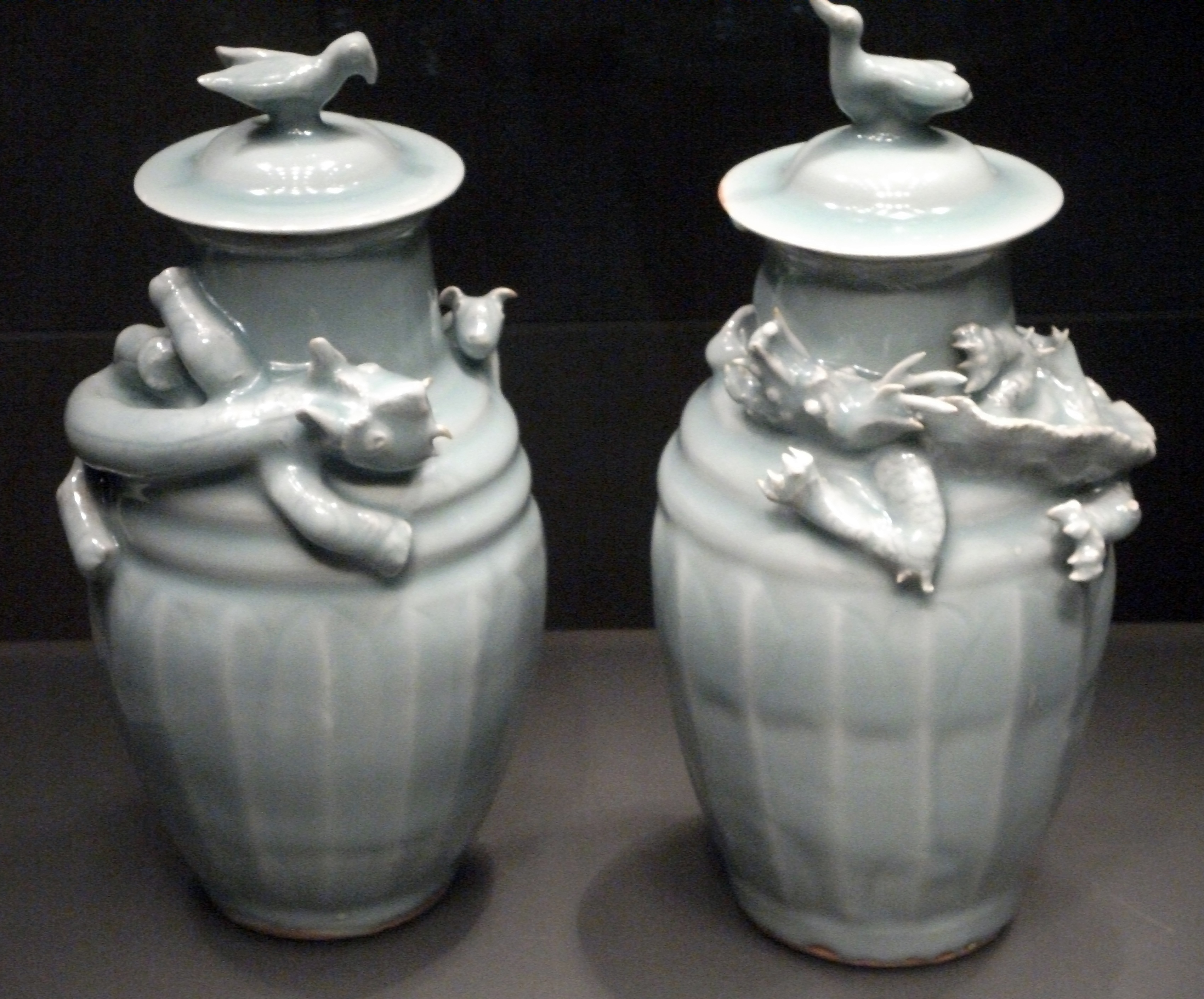
Парні поховальні кришечні вази з тваринами; ліворуч тигр женеться за собакою, праворуч дракон женеться за перлиною, Південна Сун
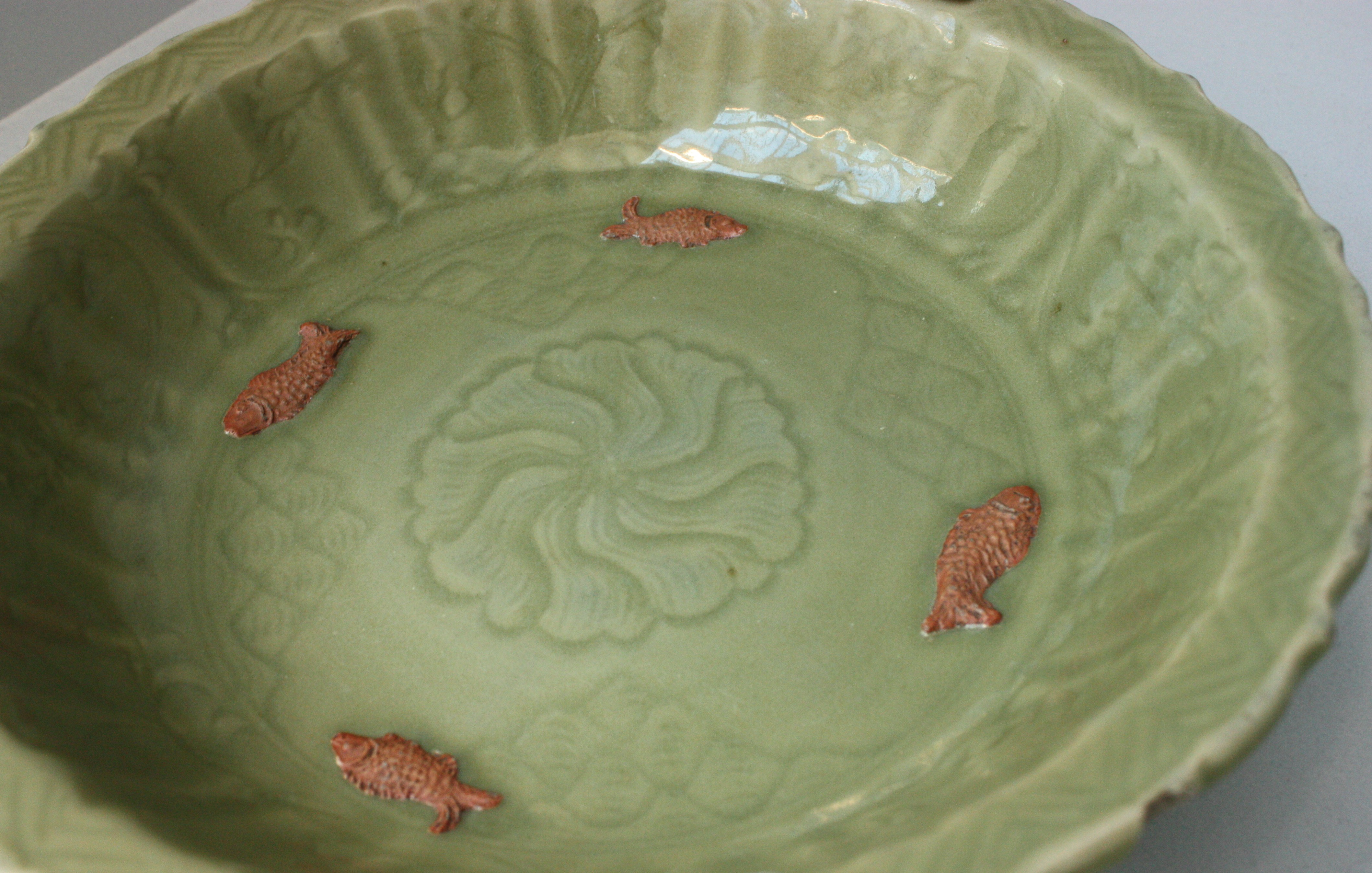
Блюдо з нарізаною рибою в бісквіті та ефекти від збирання глазурі в різьбленому декорі, Юань, 14 ст.
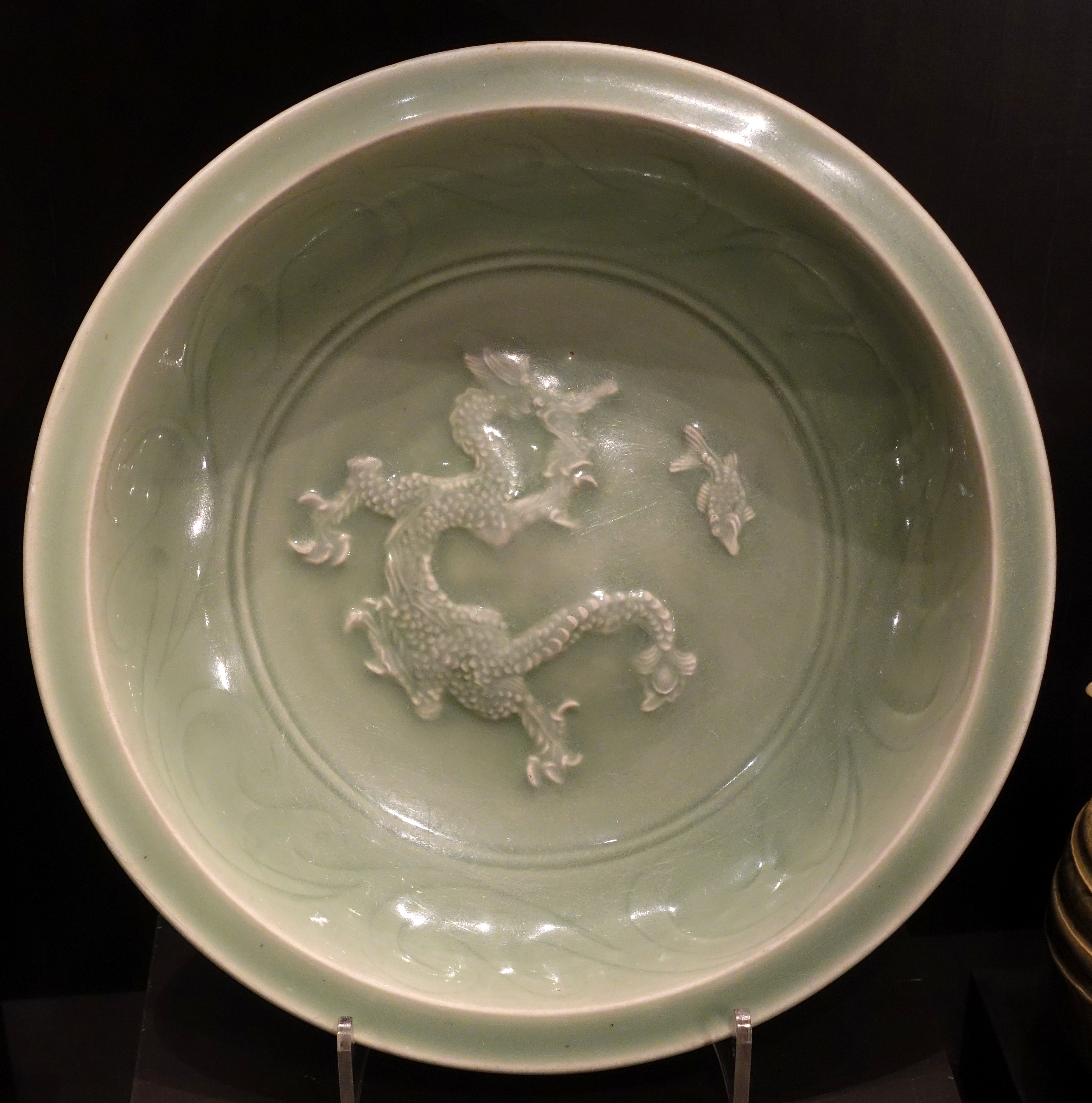
Блюдо з драконом у центрі

## Ринки та пізніше колекціонування

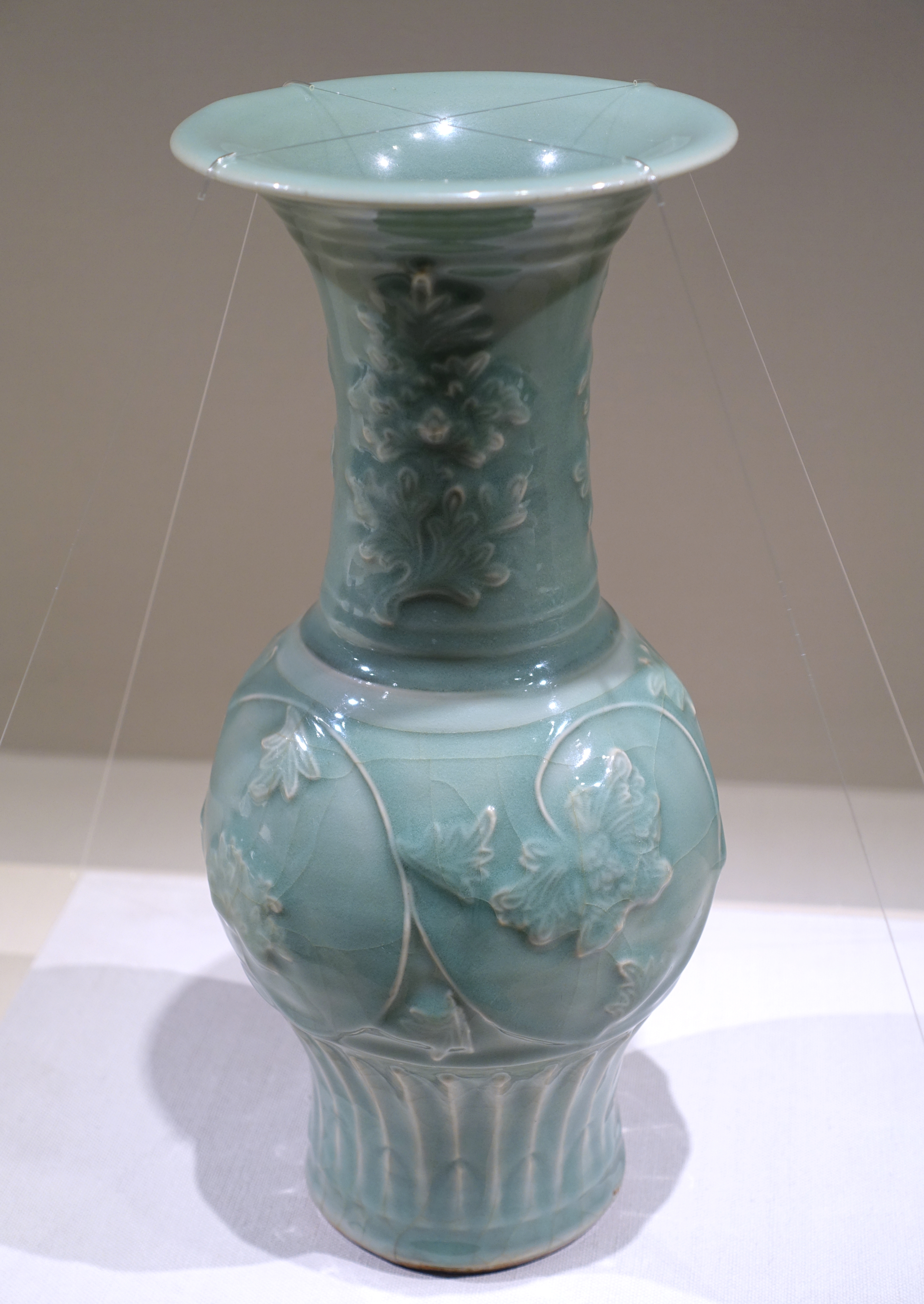
«Блакитно-зелений» селадон із накладним малюнком сувою півонії, династія Південна Сун, 13 ст. н. е.

На відміну від Північного Селадону, вироби Лунцюань, здається, не використовувалися імператорським двором під час Сун, хоча печі Лунцюань використовувалися для виготовлення «офіційного» посуду Гуань, очевидно, коли печі Гуань не могли впоратися із замовленнями. Важливим ринком, здається, був клас літераторів або вчених-джентльменів. Як і вироби звичайного вжитку, їх використовували на вівтарях, а іноді й у похованнях. Багато форм, особливо в ранній період, були засновані на стародавніх ритуальних бронзових формах, які вважалися відповідними для релігійних функцій, хоча їм бракувало складного оздоблення поверхні бронзових оригіналів. Їх також експортували у великій кількості, і, принаймні в країнах Південно-Східної Азії, таких як Японія та Корея, ці асоціації також могли оцінити місцеві літератори та духовенство, оскільки багато найкращих уцілілих творів зберігаються в храмах.
Японія була великим ентузіастичним імпортером, і на пляжі в Камакурі, столиці під час розпалу виробництва Лунцюань, було близько 50 000 черепків черепків Лунцюань, які, як вважають, були зламаними шматками, викинутими в кінці подорожі з Китаю. Невдовзі Японія почала імітувати вироби Лунцюань і продовжує це робити, як у серійному виробництві, так і в студійних керамічних версіях.
Були також великі обсяги, експортовані на захід до ісламського світу, і однією з найважливіших колекцій сьогодні є 1300 експонатів, що збереглися з колекції османських імператорів, більшість із яких зараз перебуває в палаці Топкапи у Стамбулі. Їхню цінність збільшувала віра на Близькому Сході та в Європі, що шматки розбиваються або змінюють колір, якщо на них покласти отруту. Фрагменти також були знайдені вздовж узбережжя Східної Африки, аж до Кенії та Танзанії.
Дуже небагато предметів потрапили в Європу через торгівлю чи дипломатичні подарунки з ісламських країн, і іноді їх наділяли складними металевими кріпленнями, перетворюючи їх на келихи. Документально підтверджено, що лише три збережених китайських керамічних вироби потрапили в Європу до 1500 року. Найдавнішою з них є ваза Фонтгіл (нині Дублін), яка виготовлена з порцеляни цинбай, а дві інші — це Лунцюанський селадон. У 1487 році Лоренцо Медічі подарував блюдо лунцюань Кайтбею, мамлюкскому султану Єгипту. Чаша Katzenelnbogen була куплена аристократичним німецьким паломником у Святій Землі в 1433—1434 роках, який після повернення наказав їй накрити кришку та підставки з позолоченого срібла (нині Кассель). Чаша Лунцюань Ворхема, традиційно подарована Новому коледжу в Оксфорді Вільямом Ворхемом, архієпископом Кентерберійським у 1532 році (нині позичена Музею Ашмола), можливо, трохи пізніше, приблизно з 1500 року, і колись в Англії була наділена витонченими кріпленнями із золота.

## Історія

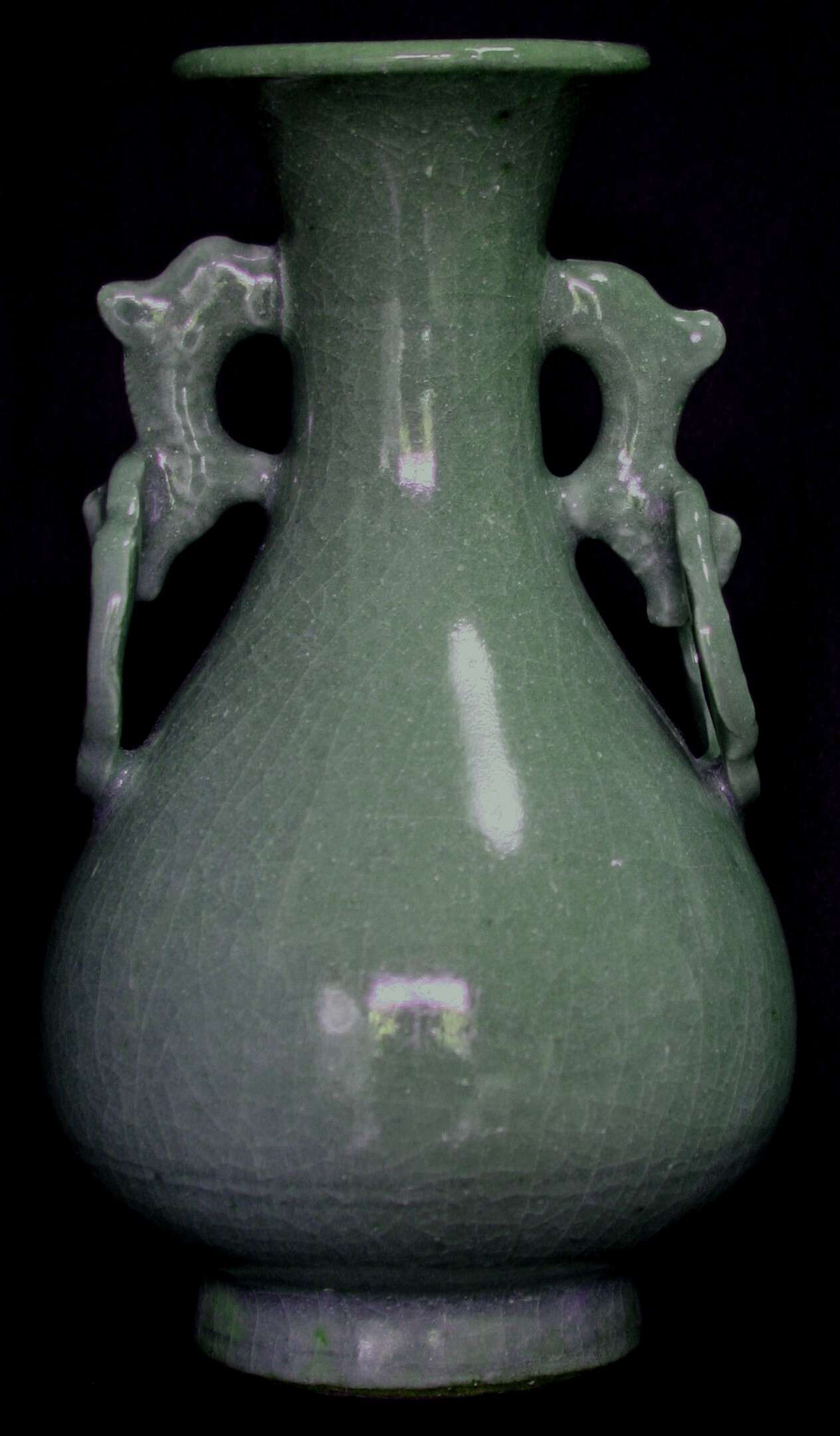
Династія Південна Сун, 13 ст., колекція Nantoyōsō, Японія, з кракелюром.

У період Північної Сун одна тільки піч Даяо (大窯) поблизу міста Лунцюань виробляла вироби у двадцяти трьох окремих печах; з Jincun неподалік, це, здається, були найбільшими комплексами печей і виробляли найкращі вироби. Епоха найбільшого виробництва кераміки не була до Південної Сун (1127—1279), потім продовжилася в періоди Юань (1271—1368) і Мін (1368—1644).
Ключовою подією у підйомі Лунцюанського селадону стала втеча решти двору Північної Сун на південь після того, як вони втратили контроль над північчю в катастрофічних війнах Цзінь-Сун 1120-х років. Новий суд Південної Сун був заснований у Ханчжоу, недалеко від Лунцюань. Печі Північного селадону занепали, оскільки Лунцюань значно розширив виробництво. Вироби Лунцюань не походили з однієї з п'яти великих печей, згрупованих пізніше китайськими знавцями, і рідко згадуються в ранніх писаннях на цю тему, хоча в династії Цін були зроблені ретельні імітації.
Історія, яка повторюється в багатьох джерелах, починаючи з Юань і далі, з невизначеним значенням, розповідає про двох братів на ім'я Чжан, обидва гончарі Лунцюань, можливо, у Південній Сун, хоча це неясно. Старший брат розробив особливий вид посуду; правильно чи неправильно, пізніші джерела кажуть, що це вирізнялося потрісканою глазур'ю, і Ge ware (що означає «посуд старшого брата») має бути саме цього типу. Молодший брат також розвинув чудовий стиль гончарства, який часто вважають найякіснішим раннім посудом Лунцюань.
Період Південної Сун ознаменувався найвищою якістю та великою гамою кольорів, а також великим розширенням виробництва. Підрахунок у 1988 році китайським археологом нових печей показав 39 із Північної Сун, 61 з Південної Сун і понад 70 із Юань. Відсоткові показники для тих, хто все ще виробляв у 20 столітті, становили 23 %, <10 % і <5 %, що вказує на бульбашку надвиробництва, яку вижили лише найпотужніші печі.
Якість знизилася протягом XIV століття, хоча спочатку виробництво та експорт продовжували зростати. До середини століття цзіндечженський посуд виготовляли у вигляді блакитно-білої порцеляни, і цей вражаючий новий посуд поступово замінив лунцюанський селадон на багатьох ринках. Повені та війна, здається, призвели до того, що деякі печі раптово зупинилися; деякі розкопані печі лежать глибоко під ґрунтом, утвореним під час затоплення. Однак навіть у міцних горщикових селадонів періоду Мін були свої імітатори в Цзіндечжені та Японії. Затонуле торгове судно було знайдено в окрузі Сінан біля корейського узбережжя в 1976 році, вантаж якого включав понад 9600 штук селадону з періоду Юань, хоча і не найвищої якості. Ймовірно, вони прямували до Японії; була єдина релігійна статуетка. Затонулий у 1323 році, знахідки дали зрозуміти, що типи Сун продовжували вироблятися пізніше, ніж вважалося.
Лунцюанський селадон пережив останній період високих досягнень під час ранньої династії Мін, коли він був офіційною піччю, якою керував двір. Квіткові декоративні візерунки були дуже схожі на синьо-білий орнамент сучасного Цзіндечжень, а також придворний лак, що свідчить про те, що книжки з візерунками постачалися з центру придворними художниками. Форми включали великий плоский посуд, який було дуже важко розпалити. Приблизно в середині XV століття суд припинив свої накази, і занепад печей відновився. До пізнього періоду Мін збереглося кілька печей, і вони в основному виробляли утилітарні вироби, такі як кахлі та горщики для води, як і досі у цьому районі.
Починаючи з XX століття, місцеві та іноземні ентузіасти та вчені відвідували місця печей і проводили там розкопки. Серед сучасних китайських вчених основні місця печей були вперше систематично досліджені Чень Ванлі в 1928 і 1934 роках, після того, як місця розкопок проводилися спекулянтами та торговцями мистецтвом з 1916 року.
У вересні 2009 року традиційну техніку випалу селадону Лунцюань було включено до Репрезентативного списку нематеріальної культурної спадщини людства.

## Подальше читання
- Регіна Крал та ін., Китайська кераміка в музеї Топкапи Сарай, Стамбул, 3 томи, Лондон, 1986